# Marie Portolano
Marie Portolano, (París, 2 de noviembre de 1985) es una periodista deportiva y presentadora de televisión francesa . Trabajó en el Canal Football Club de 2014 a 2018 luego presentó el programa omnisports Canal Sports Club del 25 de agosto de 2018 al 6 de marzo de 2021. Es autora del documental Je ne suis pas une salope, je suis une journaliste (No soy una puta, soy periodista) en el que denuncia el sexismo en el periodismo deportivo.

## Biografía
En 1998, su madre fue nombrada directora de la empresa de gas de Estrasburgo. La familia pasó dos años en Alsacia donde va regularmente al estadio de Meinau para apoyar al Racing Club de Strasbourg  .
Obtuvo una maestría en la Sorbona y luego escribió una disertación sobre David Cronenberg antes de realizar una pasantía en la revista Première. A los 19, se va " seis meses en modo mochila »En Sudáfrica, en Ciudad del Cabo . Cuando regresa a Francia, decide dedicarse al periodismo  .

### Trayectoria periodística
Comenzó su carrera en 2008 en la cadena de televisión francesa LCI antes de unirse a Eurosport a principios de 2009 . En 2009, también hizo una pasantía en la revista Les Inrockuptibles. En 2010, fue contratada para presentar noticias deportivas en el canal Orange sport Info. En julio de 2011, presenta informativos de media hora a 19 h 15 y 23 h en el canal de la Liga de fútbol profesional , CFoot .
Cerrar Cfoot en mayo de 2012 es contratada por el canal Al Jazeera Sport France, beIN Sport donde copresenta Lunch Time de lunes a jueves con Darren Tulett y Le Grand Stade con Mary Patrux. A partir de febrero de 2014 asume sola el programa dominical Sports à la Une en BeIN Sports, un programa que mira hacia atrás en las noticias de la semana, pero que también ofrece todo el pre-juego de la Ligue 1 de 14 h .
Al inicio de agosto de 2014 se incorpora al equipo Canal Football Club presentado por Hervé Mathoux, los domingos en Canal + como periodista y presenta el deporte de los sábados en directo desde los campos de la Ligue 1 de las 17 h .
Presenta de 2015 a 2017 el programa Jour de foot. Es la primera mujer en presentar este programa histórico del Canal desde Nathalie Iannetta .
Además de sus programas de fútbol, Canal + ofrece en el inicio de la temporada 2015-2016 la presentación de Fight + Le Mag, dedicada a los deportes de combate, programa semanal que se emite todos los martes por Canal + Sport .
En noviembre de 2015 se convirtió en columnista del programa Touche pas à mon sport ! en D8 presentado por Estelle Denis.
Durante la Eurocopa 2016, participa habitualmente en el programa 20h Foot emitido por I-Télé .
De septiembre de 2016 a junio de 2017 presenta el viernes 19H30Sport en directo y con presencia de público por Canal + Sport .
En septiembre de 2017 presenta junto a Hervé Mathoux y Benjamin Castaldi, el gran concierto que celebra la consecución de los Juegos Olímpicos de 2024 en París .en la explanada del Ayuntamiento y se retransmite en directo a partir 21 heures simultánea por C8 y RFM.
Tras cuatro temporadas en el plató del Canal Football Club en Canal +, la periodista abandonó el programa en 2018 para presentar el Canal Sports Club, un espectáculo polideportivo que se retransmite los sábados a las 19 h en Canal + tras el cartel de la Ligue 1 del 17 h.
De junio a de julio de 2019 presenta con Karim Bennani The Info of Sport . El programa, transmitido todos los días a las 20 h en Canal +, analiza las noticias del mundial de fútbol femenino durante una hora, pero también en todas las demás noticias deportivas.
En marzo de 2021 deja Canal + para incorporarse a M6.

### Otras actividades
En 2009, creó una empresa de gestión de artistas con Rémy Solomon. Esta empresa se llama hoy Santo Muerte y desarrolla artistas como Blackfeet Revolution, MMG, Vim Cortez.

## Documental sobre el sexismo en el periodismo deportivo
Es directora el documental sobre el sexismo en el periodismo deportivo titulado Je ne suis pas une salope, je suis une journaliste (No soy una puta, soy periodista) emitido el 21 de marzo de 2021 en Canal +. Participan en el mismo quince de sus compañeras periodistas deportivas, entre ellas Clémentine Sarlat, Estelle Denis, Isabelle Ithurburu, Cécile Grès, Nathalie Iannetta, Lucie Bacon, Margot Dumont, Vanessa Le Moigne, Charlotte Namura o Laurie Delhostal, para evocar el lugar de la mujer en el deporte el periodismo y el sexismo que perdura en las redacciones.